# ベニー・ヒル
ベニー・ヒル（Benny Hill、本名 Alfred Hawthorn Hill、1924年1月21日 - 1992年4月20日）は、イギリスのコメディアン、俳優。イングランド・サウサンプトン出身。
1969年から1989年まで出演したテレビシリーズ『ベニー・ヒル・ショー』により、一世を風靡する。美女を使った下ネタを得意とする。

## 映画出演
- チキ・チキ・バン・バン Chitty Chitty Bang Bang (1968)
- ミニミニ大作戦 The Italian Job (1969)